# 2020年2月逝世人物列表
2020年逝世人物列表：1月 - 2月 - 3月 - 4月 - 5月 - 6月 - 7月 - 8月 - 9月 - 10月 - 11月 - 12月
2020年2月逝世人物列表，是用于汇总2020年2月期间逝世人物的列表。

## 依日期排序

### 29日
- 穆罕默德·阿里·拉姆扎·達斯塔克（波斯語：محمدعلی رمضانی），56歲，伊朗軍事人物，伊斯蘭議會議員，流行性感冒。[1]
- 安德烈·韦杰尔尼科夫（俄語：Андрей Ведерников），60歲，俄羅斯自行車運動員，1981年冠軍。[2]
- 徐玉麟，77岁，中国政治人物，原国务院法制办公室副主任。[3]
- 迪特·拉瑟（德語：Dieter Laser），78歲，德國男演員。1975年憑電影《John Glückstadt》勇奪德國電影頒獎禮最佳男主角。[4]
- 塞凯伊·埃娃（匈牙利語：Székely Éva），92歲，匈牙利游泳運動員，1952年赫爾辛基奧運金牌。[5]
- 李季，100岁，中国影视演员，曾参演《城南旧事》。[6]

### 28日
- 大翔地健太（日語：大翔地 健太），35岁，蒙古相扑力士。[7]
- 刘建武，45岁，中国政治人物，河南省周口市人民政府副市长。[8]
- 雅努茲·奇塞克（英语：Janusz Cisek），65歲，波蘭歷史學家，前外交部次長（2012年－2013年）、美國約瑟夫·畢蘇斯基研究所執行主任（1992年－2000年），白血病。[9]
- 傑米·卡博內爾（英语：Jaime Carbonell），66歲，烏拉圭裔美國計算機人工智能專家，卡內基美隆大學教授。[10]
- 朱国城，78岁，中国数学家，中国科学技术大学教授。[11]
- 靳春立，84岁，中国教育工作者，北京广播电视大学原常务副校长。[12]
- 罗兰·马尔季罗索夫（俄語：Роллан Мартиросов），84岁，苏联飞机设计师，俄罗斯联邦劳动英雄。[13]
- 今村奈良臣（日語：今村 奈良臣），85岁，日本农业经济学家，东京大学名誉教授。[14]
- 穆罕默德·伊瑪拉（英语：Muhammad Imara），88歲，埃及伊斯蘭教學者，艾資哈爾大學教授。[15]
- 喬·庫勒姆（英语：Joe Coulombe），89歲，美國企業家，喬氏超市創辦人。[16]
- 弗里曼·戴森（英語：Freeman Dyson），96岁，美籍英裔数学物理学家，普林斯顿高等研究院教授。[17]
- 阿爾基·澤（英语：Alki Zei），96歲，希臘小說家和兒童作家，1970年、1974年及1980年巴特德爾獎（英语：Mildred L. Batchelder Award）得主。[18]
- 尹承志，97岁，中国书画家，江西省文史馆馆员。[19]
- 高木波恵（日語：高木 波恵），111岁，日本人瑞，原台湾烏日公學校教师（1929年－1939年）。[20]

### 27日
- 布萊安·托雷多（西班牙語：Braian Toledo），26歲，阿根廷田徑運動員，2010年新加坡青年奧運標槍金牌，車禍。[21]
- 林志芬，47岁，中国环境科学家，同济大学教授。[22]
- 薩姆維爾·卡拉佩蒂安（英语：Samvel Karapetyan (author)），58歲，亞美尼亞歷史學家、建築專家。[23]
- 钟东江，65岁，中国智慧建筑与物联网工程专家，广东省信息工程有限公司任总工程师。[24]
- 满志敏，68岁，中国历史地理学家，复旦大学中国历史地理研究所原所长。[25]
- 倉田精二（日語：倉田 精二），74岁，日本摄影家，肺癌。[26]
- 大衛·保羅·史密斯（英语：David Smith (Canadian senator)），78歲，加拿大律師和政治人物，前參議院議員（2002年－2016年）。[27]
- 哈迪·霍斯罗沙希（波斯語：سید هادی خسروشاهی），81歲，伊朗政治人物及外交官，前駐梵蒂岡大使，2019冠狀病毒病。[28]
- 大衛·卡里斯特（英语：David Callister），84歲，曼島政治人物及播音員，前立法委員（2008年－2020年）。[29]
- 安妮·里斯（英语：Annie Riis），92歲，挪威詩人、小說家和兒童作家，2002年赫爾曼·懷登維詩歌獎（英语：Herman Wildenvey Poetry Award）得主。[30]
- 舒達卡‧查圖威迪（英语：Sudhakar Chaturvedi），122歲，印度吠陀經學者、人瑞。[31]

### 26日
- 张辉，47岁，中国数学家，北京师范大学教授。[32]
- 刘雨，81岁，中国古文字学家，故宫博物院古器物部原主任。[33]
- 喻长林，88岁，中国政治人物，江西省政协原副主席（1998年－2003年）。[34]
- 张鹏志，90岁，中国政治人物，江苏省如皋市人大常委会原副主任。[35]
- 黄新，94岁，中国政治人物，原天津市标准局局长。[36]
- 梁西，95岁，中国国际法学家，武汉大学教授。[37]
- 刘光军，101岁，中国抗日战争人物。[38]
- 黄世晔，101岁，中国历史学家，复旦大学教授。[39]
- 楠田久男（日語：楠田 久男），103岁，日本机械工程专家，佐贺大学原校长（1986年－1990年）。[40]
- 穆罕默德·菲利波維奇（英语：Muhamed Filipović），90歲，歷史學家、哲學家及政治人物，穆斯林波斯尼亞組織（英语：Muslim Bosniak Organisation）創始領導人。[41]
- 伊斯甘達爾·哈米多夫，71歲，亞塞拜然政治人物，前內務部長（1992年－1993年）。[42]
- 涅奇米葉·霍查，99歲，阿爾巴尼亞政治人物，前阿爾巴尼亞民主陣線主席（1985年－1990年），前阿爾巴尼亞勞動黨第一書記恩維爾·霍查之妻。[43]
- 安德里亞·穆吉奧內（英语：Andrea Mugione），79歲，義大利神職人員，羅馬天主教貝內文托總教區主教。[44]
- 谢尔盖·多连斯基（俄語：Сергей Доренский），88歲，俄羅斯鋼琴家，莫斯科音乐学院教授。[45]
- 克萊門蒂娜·韋雷斯（西班牙语：Clementina Vélez），73歲，哥倫比亞醫師及政治人物，前卡利市議員（2004年－2019年）。[46]

### 25日
- 浦賀和宏（日語：浦賀 和宏），41岁，日本推理小说家。[47]
- 段治安，56岁，中国高级法官，西安市莲湖区法院副院长。[48]
- 橋本和久（日語：橋本 和久），61歲，日本電子遊戲設計師，「科乐美秘技」之父。[49]
- 杨崇琪，65岁，中国高等教育工作者，武汉工程大学教授，死於新型冠狀病毒肺炎。[50]
- 陈张根，73岁，中国儿科学专家，复旦大学附属儿科医院原心血管中心主任、原心胸外科主任。[51]
- 陳恩化，80岁，马来西亚华裔公益界人物。[52]
- 李凤岐，81岁，中国石油工业人物，黑龙江省大庆市人大常委会原副主任。[53]
- 薩蒂亞·南丹（英语：Satya Nandan），83岁，斐濟律師及外交官，前國際海底管理局秘書長（1996年－2008年）、聯合國代表（1993年－1995年）。[54]
- 內馬圖利拉·汗（英语：Naimatullah Khan），89歲，巴基斯坦政治人物，前喀拉蚩首長（2001年－2005年）。[55]
- 尤里·库普利亚科夫（俄語：Юрий Купляков），89岁，苏联外交官，前驻尼日利亚大使（1985年－1990年）。[56]
- 穆罕默德·胡斯尼·穆巴拉克（阿拉伯語：محمد حسنى سيد مبارك，Muḥammad Ḥusnī Sayyid Mubārak），91歲，埃及政治人物，前總統（1981年－2011年）。[57]
- 陈修，92岁，中国药理学家，中南大学湘雅医学院教授。[58]
- 雷蒙·馬丁（英语：Raymond Martin (academic)），94歲，澳大利亞化學家，前蒙納許大學校長（1977年－1987年）。[59]
- 哈维尔·阿里亚斯·斯特拉（西班牙語：Javier Arias Stella），95岁，秘鲁病理学家，前卫生部长，阿斯反应的提出者。[60]
- 德米特里·亚佐夫（俄語：Дмитрий Язов），95歲，前蘇聯軍事及政治人物，最後一位在世的蘇聯元帥，前國防部長（1987年－1991年）。[61]
- 贝尔纳·潘戈（法語：Bernard Pingaud），96岁，法国作家、文学评论家。[62]
- 馬里奧·邦奇（英语：Mario Bunge），100歲，阿根廷物理學家，1982年阿斯圖里亞斯親王獎、2014年路德維希·馮·貝塔郎非獎得主。[63]

### 24日
- 亞里安，原名歐陽永康，52歲，香港音樂人、雜誌編輯、專欄作家、影評人及電台節目《不設劃位》主持。[64]
- 周世斌，89歲，台灣軍界人物，前退輔會主委。[65]
- 李辉，64岁，中国新闻传媒工作者，广州大学新闻与传播学院原副院长。[66]
- 庄宝杰，65岁，中国教育工作者，东南大学继续教育学院原院长。[67]
- 吴国基，84岁，美籍华裔公益活动家，纽约中华公所前主席。[68]
- 李华忠，85岁，中国企业人物，鞍山钢铁集团公司原总经理。[69]
- 辛志英，87歲，中國治水工作者，政治人物，第三、四、五届全國人大代表，死於腦梗塞併發心肌梗塞。[70]
- 蔣亦元，92歲，中國農業工程專家，東北農業大學教授，中國工程院院士。[71]
- 後藤淳一（日语：後藤淳一），40歲，日本聲優，車禍。[72]
- 伊藤荣一（日語：伊藤 栄一），94岁，日本古典音乐指挥家，东京学艺大学名誉教授。[73]
- ，101歲，美國物理學家與數學家，以計算NASA載人航天軌道之數字聞名。[74]
- 黛安娜·賽拉·卡里（英语：Diana Serra Cary），101歲，美國前童星、作家和雜耍表演者，好萊塢默片時代的最後親歷者。[75]
- 胡安·愛德華多·蘇尼加（西班牙語：Juan Eduardo Zúñiga），101歲，西班牙作家、文學評論家和翻譯家，2016年西班牙國家文學獎得主。[76]
- 約翰·法蘭賽斯（英語：John Franzese），103歲，義大利裔美國黑手黨，哥倫布犯罪家族（英语：Colombo crime family）幹部。[77]
- 丘卡什·伊什特萬（英语：István Csukás），83歲，匈牙利詩人，1999年科蘇特獎得主。[78]
- 扬·科瓦尔奇克（波蘭語：Jan Kowalczyk），78歲，波蘭馬術運動員，1980年莫斯科奧運金牌。[79]
- 瓦西里·薩文（英语：Vasily Savvin），80歲，俄羅斯軍事人物，前內衛部隊司令官（1991年－1992年）。[80]
- 克萊夫·卡斯勒（英語：Clive Cussler），88歲，美國冒險小說家，代表作《撒哈拉》，並曾改編為電影。[81]
- 大衛·羅貝克（英語：David Roback），61歲，美國搖滾樂手，迷惑之星（Mazzy Star）創團吉他手、鍵盤手、製作人。[82]

### 23日
- 夏思思，29歲，中國醫師，任職協和江北醫院暨武漢市蔡甸區人民醫院消化內科，死於新型冠狀病毒肺炎。[83]
- 黄文军，42岁，中国医师，任職湖北省孝感市中心医院呼吸内科，死於新型冠状病毒肺炎。[84]
- 杜显圣，55岁，中国医师，任職海南省琼中县阳江农场医院医生，死於新型冠狀病毒肺炎。[85]
- 邓幼堂，61岁，中国陶瓷艺术大师。[86]
- 秦高荣，61岁，中国政治人物，致公党上海市嘉定区委主委。[87]
- 王叔平，82岁，中国土木工程师，浙江省混凝土协会原秘书长。[88]
- 庞志成，87岁，中国机械工程专家，哈尔滨工业大学教授。[89]
- 赵焕职，88岁，中国军事人物，原陕西省军区政治委员。[90]
- 沙慶林，89歲，中國公路專家，交通運輸部公路科學研究院研究員，中国工程院院士。[91]
- 唐光友，94岁，中国退伍军人，咸宁军分区原副司令员。[92]
- 周同惠，95歲，中國分析化學家，醫學科學院藥物研究所研究員，中國科學院院士。[93]
- 李正中，99岁，中国诗人、书法家，沈阳市文史研究馆馆员。[94]
- 艾哈迈德·阿伯里（英語：Ahmaud Arbery），25岁，美国黑人男子，被杀害。[95]
- 松島茂（日語：松島 茂），47岁，日本文化放送播音员。[96]
- 吉岡剛（日語：吉岡 剛），63岁，日本柔道家，德山大学教授，肝硬化。[97]
- 格勒奇·亚诺什（匈牙利語：Göröcs János），80岁，匈牙利足球运动员。[98]
- 韓相泰（韓語：한상태），91岁，韩国医学博士，前世界衛生組織西太平洋区域主任（1989年－1999年）。[99]
- 渡边智哲（日語：渡邉 智哲），112岁355天，日本人瑞，世界男性最長壽者记录保持者。[100]
- 君比，54歲，原名馮忻忻，香港女作家，代表作有《叛逆歲月》、《四個10A的少年》等，因癌症逝世。[101]
- 吳振吉，77歲，台灣政治人物，前移民署署長（首任）。[102]

### 22日
- 单玉厚，58岁，中国政治人物，天津市滨海新区政协副主席。[103]
- 邁克·休斯（英語：Mike Hughes），64歲，美國「地平論」者、業餘火箭發明家，意外身亡。[104]
- 高橋紀世子（日語：高橋 紀世子），77岁，日本政治人物，前参议院议员（1998年－2004年）。[105]
- 星野展弥（日語：星野 展弥），83岁，日本男子乒乓球运动员。[106]
- 高惠刚，84岁，中国通信业人物，中国电信香港有限公司原董事长。[107]
- 琪琪·迪莫拉（英语：Kiki Dimoula），89歲，希臘詩人，2009年歐盟文學獎得主。[108]
- 毕自峰，90岁，中国军事人物，原广州军区副参谋长。[109]
- 釋廣度，91歲，越南僧侶，持不同政見者，人權活動家。[110]
- 朱妮·達利·沃特金斯（英语：June Dally-Watkins），92歲，澳大利亞首位時裝模特及企業家，第一家儀態培訓公司創辦人。[111]

### 21日
- 曹驥雲，92歲，香港《大公報》前副總編輯。[112][113]
- 豪爾赫·托德斯卡（英语：Jorge Todesca），73歲，阿根廷經濟學家及政治人物，前國家統計與普查研究所所長（2015年－2019年）。[114]
- 米歇尔·沙拉斯（法語：Michel Charasse），78歲，法國政治人物，前憲法委員會成員（2010年－2019年）、參議院議員（1992年－2010年）。[115]
- 何申，69歲，中國作家，1995年以《年前年後》榮獲魯迅文學獎。[116]
- 王福广，70岁，中国军事人物，东莞军分区原司令员。[117]
- 張浦生，87歲，中國陶瓷器專家，南京博物院研究員、國家文物鑑定委員會會員。[118]
- 勝田久（日语：勝田久），92歲，日本配音員，代表作《原子小金剛》之御茶水博士、《森林大帝》之曼迪。[119]
- 杜雨露，79歲，中國演員，代表作有《雍正王朝》之張廷玉、《天下糧倉》之米汝成、《紅日》之蔣介石等，肺癌。[120]
- 江平，85岁，中国政治人物，福建省厦门市人民政府原副市长、市政协原副主席。[121]
- 孙梦兰，86岁，中国企业人物，北京北辰实业集团公司原党委书记、董事长。[122]
- 张洪，95岁，中国官员，天津市气象局原局长。[123]
- 韓東洙（韓語：한동수），71岁，韩国政治人物，前庆尚北道青松郡郡守（2007年－2018年）。[124]
- 陶·波瓊-林奇（英语：Tao Porchon-Lynch），101歲，美國瑜伽大師，2019年受印度頒贈蓮花士勳章。[125]
- 莉瑟爾·穆勒（英语：Lisel Mueller），96歲，德裔美國詩人，1981年美國國家圖書獎、1997年普立茲獎得主。[126]
- 伊利迪奧·平托·倫德羅（英语：Ilídio Pinto Leandro），69歲，葡萄牙神職人員，羅馬天主教維塞烏教區主教。[127]

### 20日
- 孙小果，42岁，中华人民共和国死刑犯。因多項刑事罪行被判注射死刑。[128]
- 蒋连碪，70岁，中国书画家，广东省深圳市深华画院原院长。[129]
- 余幼成，73岁，中国工程师，中城实业公司原副总经理，死於新型冠状病毒肺炎。[130]
- 周述实，75岁，中国区域经济学者，甘肃省社会科学院原院长。[131]
- 刘章，82岁，中国作家，诗人。[132]
- 杜常青，85岁，中国武警少将，原武警技术学院副院长。[133]
- 郭海，86岁，中国退伍军人，工程师，北京大学化学学院高级工程师。[134]
- 陳昌篤，93歲，中國生態學家，北京大學城市與環境學院教授。[135]
- 黄鸿森，98岁，中国辞书学家。[136]
- 讓-克勞德·派克（英语：Jean-Claude Pecker），96歲，法國天文學家，法國科學院院士，前科學信息協會（英语：Association française pour l'information scientifique）會長（1999年－2001年）、聯合國教育、科學及文化組織副長（1990年－1996年）。[137]
- 彼得·德雷爾（英语：Peter Dreher），87歲，德國藝術家，卡爾斯魯爾美術學院（英语：Academy of Fine Arts, Karlsruhe）教授。[138]
- 約納·弗里德曼（英语：Yona Friedman），96歲，匈牙利裔法國建築師、都市計畫技師。[139]
- 芳賀徹（日语：芳賀徹），88歲，日本文學研究者，東京大學名譽教授。[140]
- 池田正穗（日语：池田正穂），87歲，日本海員，1954年第五福龍丸輻射感染事件倖存者，死於胃癌。[141]
- 中江滋樹（日語：中江 滋樹），66歲，日本記者，投資期刊事件（日语：投資ジャーナル事件）中心人物，死於火災。[142]
- 巴拉吉尼玛，83岁，中国蒙古族学者、成吉思汗文献专家。[143]

### 19日
- 費爾南多·莫蘭·洛佩斯（西班牙語：Fernando Morán López），93歲，西班牙外交官，前外交大臣（1982年－1985年）。[144]
- 阿纳托利·比丘科夫（俄語：Анатолий Бичуков），85岁，苏联及俄罗斯雕塑家，俄罗斯艺术科学院院士。[145]
- 伊涅莎·科兹洛夫斯卡娅（俄語：Инеса Козловская），92岁，俄罗斯生理学家，俄罗斯科学院通讯院士。[146]
- 祝嘉銘，81歲，中國排球運動員，前中國國家男子排球隊教練。[147]
- 柯卉兵，41歲，中國學者，華中科技大學社會學教授，淋巴癌、疑似病毒性肺炎。[148][149]
- 李基文（韓語：이기문），89岁，韩国语言学家，国立首尔大学名誉教授。[150]
- 希瑟·庫珀爾（英语：Heather Couper），70歲，英國天文學家、廣播員和科普工作者，格林威治皇家天文台高級講師。[151]
- 古斯特·格拉斯（英语：Gust Graas），95歲，盧森堡企業家及抽象派畫家，盧森堡廣播電視集團、盧森堡航空的創辦人。[152]
- 喬斯·凡·科梅納德（英语：Jos van Kemenade），82歲，荷蘭政治人物，前教育、文化及科學部部長（1981年－1982年）、名譽國務大臣（2002年－2020年）。[153]
- KS馬粘，78歲，印度裔馬來西亞學者、小說家和劇作家，死於膽管癌。[154]
- 塞達·韋爾米舍娃（英语：Seda Vermisheva），87歲，亞美尼亞裔俄羅斯詩人、經濟學家和公共活動家。[155]
- 延斯·尼加德·克努森（荷兰语：Jens Nygaard Knudsen），78歲，丹麥玩具設計師，樂高人偶創造人。[156]
- 帕普·史墨克（英語：Pop Smoke），20歲，美國饒舌歌手，死於槍殺。[157]
- 让·达尼埃尔（英语：Jean Daniel），99歲，法國記者、作家，期刊『新觀察家』創始人，最後一部著作《難以把握的密特朗》。[158]

### 18日
- 張昭雄，81歲，台灣資深體育記者，棒球球評。[159]
- 刘智明，51岁，中国神经外科专家，武汉市武昌医院院长，死於新型冠状病毒肺炎。[160]
- 田占義，76歲，中國評書藝術家，中國鐵路文工團演員，死於急性心肌梗塞。[161]
- 纪玲芝，76岁，中国政治人物，湖北省人大常委会原副主任。[162]
- 赵如柏，80岁，中国工艺美术家，扬州漆器髹饰技艺代表性传承人。[163]
- 阎敦实，87岁，中国石油业人物，原石油工业部副部长。[164]
- 张祥保，102岁，中国英语教育家，北京大学外国语学院英语系教授。[165]
- 陈子植，107岁，中国军事人物，四川省军区原副司令员。[166]
- 金正礼（韓語：김정례），92岁，韩国政治人物，前保健社会部部长（1982年－1985年）。[167]
- 阿斯拉夫·辛克莱尔（英语：Ashraf Sinclair），40岁，英裔马来西亚影星。[168]
- 何塞·波拿巴（西班牙語：José Bonaparte），91歲，阿根廷古生物學家。[169]
- 古井由吉（日語：古井 由吉），82歲，日本作家，1971年芥川龍之介獎、1987年川端康成文學賞得主，死於肝细胞癌。[170]
- 小林恒人（日語：小林 恒人），82岁，日本政治人物，前众议院议员（1980年－1993年）。[171]
- 長堂英吉（日語：長堂 英吉），87岁，日本小说家。[172]

### 17日
- 喬治·桑傑拉亞（英语：Giorgi Shengelaia），82歲，喬治亞電影導演，1985年以《年輕作曲家的旅程》一片獲第36屆柏林國際影展最佳導演銀熊獎。[173]
- 喬杜里·胡爾希德·艾哈邁德（英语：Chaudhary Khurshid Ahmed），84歲，印度律師和政治人物，前哈里亞納邦議會（英语：Haryana Legislative Assembly）議員（1996年－2000年）。[174]
- 徐祥，50岁，中国法学研究者，武汉大学国际法研究所教师。[175]
- 李漾波，59岁，中国餐饮业人物，湖南美食流智能科技有限公司总裁，死於新型冠状病毒肺炎。[176]
- 杨立梅，77岁，中国学前教育工作者，北京师范大学教授。[177]
- 银春铭，84岁，中国特殊教育事业家，原上海市教育学会特殊教育研究会理事长。[178]
- 朱蔚藩，86岁，中国毛泽东研究学者，陕西毛泽东诗词研究会会长。[179]
- 罗正华，86岁，中国教育学家，东北师范大学教授。[180]
- 魏云祥，98岁，中国医药工作者，原成都计划生育技术干部培训中心主任。[181]
- 歐文·比伯（英语：Owen Bieber），90歲，美國工會活動家，前美國汽車工人聯合會會長（1983年－1995年）。[182]
- 马里奥·达格拉萨·马顺戈（葡萄牙語：Mário da Graça Machungo），79歲，莫三比克政治人物，前總理（1986年－1994年）。[183]
- 查爾斯·波帝斯（英语：Charles Portis），86歲，美國小說家，著名作品為《真實的勇氣（英语：True Grit (novel)）》，並兩度改編為電影——1969年《大地驚雷》、2010年《真實的勇氣》。[184]
- 奇茲托·米希果（英语：Kizito Mihigo），38歲，盧安達福音歌手、宗教音樂作曲家及和平活動家，種族滅絕倖存者。[185]
- 拉里·泰斯勒（英語：Larry Tesler），74岁，美国计算机科学家。功能 COPY & PASTE 始創者。[186]

### 16日
- 杰森·戴维斯（英語：Jason Davis），35岁，美国男演员。[187]
- 亨利·埃金（英語：Henry Akin），75岁，美国职业篮球运动员。[188]
- 法蘭西絲·喬嘉（英語：Frances Cuka），83岁，英国女演员。[189]
- 佐伊·考德威尔（英語：Zoe Caldwell），86歲，澳洲女演員，曾四度在東尼獎封后。[190]
- 羅伯特·拜爾德·喬丹（英语：Robert B. Jordan），87歲，美國政治人物，前北卡羅萊納州副州長（1985年－1989年）。[191]
- 王培玉，87岁，中国药剂学家，北京大学药学院教授。[192]
- 廖炯模，89歲，中國油畫家，上海大學美術學院第一屆油畫系主任。[193]
- 格雷姆·阿洛萊特（英语：Graeme Allwright），93歲，紐西蘭裔法國創作歌手。[194]
- 蒂马尔·马加什（匈牙利語：Tímár Mátyás），96歲，匈牙利經濟學家和政治人物，前財政部長（1962年－1967年）、國家銀行行長（1975年－1988年）。[195]
- 瓊·阿蒙戈爾（英语：Joan Armengol），97歲，安道爾政治人物，前老安道爾首長（1970年－1971年）。[196]
- 哈里·格雷格（英语：Harry Gregg），97歲，北爱尔兰足球运动员，1958年慕尼黑空难幸存者。[197]
- 张西蕾，98岁，中国政治人物，第六至八届全国政协委员，革命家张太雷之女。[198]
- 麥理浩勳爵夫人（英語：The Lady MacLehose of Beoch），99歲，已故第25任香港總督麥理浩勳爵的遺孀。[199][200][201]
- 王枫，102岁，中国军事人物，原安徽省军区副司令员。[202]
- 马真，103岁，中国政治人物，第八机械工业部原副部长。[203]

### 15日
- 米科拉·邦达尔（烏克蘭語：Микола Бондарь），29岁，乌克兰花样滑冰运动员。[204]
- 卡蘿琳·弗拉克（英语：Caroline Flack），40歲，英國廣播和電視主持人，自殺。[205]
- 沙納茲·安薩里（英语：Shehnaz Ansari），50歲，巴基斯坦政治人物，前信德省議會議員（2013年－2018年）。[206]
- 西蒙·卡古古貝（英语：Simon Kagugube），65歲，烏干達律師和稅務專家，烏干達稅務局董事會主席。[207]
- 大衛·克拉威爾（英语：David Clewell），65歲，美國詩人，於2010年獲得「密蘇里州桂冠詩人」殊榮。[208]
- 高兆明，66歲，中國倫理學家，南京師範大學特聘教授。[209]
- 許虞哲，67岁，台灣金融界及政治人物，前財政部長（2016年－2018年）、台灣期貨交易所董事長。[210]
- 何塞·薩拉奎特（英语：José Zalaquett），77歲，智利人權律師，以反抗奧古斯圖·皮諾契特獨裁統治為人所仰。[211]
- 段正澄，85歲，中國機械製造與自動化專家，中國工程院院士，華中科技大學教授，死於新型冠狀病毒肺炎。[212]
- 萊昂·烏爾姆塞（英语：Léon Wurmser），89歲，瑞士心理分析學家，西維吉尼亞大學精神病學臨床教授。[213]
- 淨心長老，91歲，台灣僧侶，中國佛教會第13、14屆理事長，世界佛教華僧會會長。[214]
- 江景波，92岁，中國政治人物，工程建筑经济和管理教授，前同济大学校长。[215]
- 沙洛，93歲，中國醫師，山西省眼科醫院創設院長。[216]
- 刘余隆，95岁，中国政治人物，江苏省连云港市政协原副主席。[217]
- 亞倫·愛德華·霍奇納（英语：A. E. Hotchner），102歲，美國編輯、小說家、劇作家和作家，以撰寫故友海明威的傳記知名。[218]

### 14日
- 种明钊，87岁，中国经济法学家，西南政法大学原校长。[219]
- 刘贵如，91岁，中国抗日战争老兵。[220]
- 孙儒泳，92岁，中国生态学家，中国科学院院士。[221]
- 王新居士，98岁，中国佛学家，中国佛学院原副院长。[222]
- 蓮恩·柯翰（英语：Lynn Cohen），86歲，美國女演員，曾參演《慾望城市》，飾演女管家「瑪格達」。[223]
- 德切巴尔·特拉扬·赖迈什（英语：Decebal Traian Remeș），70歲，羅馬尼亞經濟學家和政治人物，前財政部長（1998年－2000年）。[224]
- 赖因伯特·德·莱乌（英语：Reinbert de Leeuw），81歲，荷蘭指揮家、鋼琴家和作曲家。[225]
- 兹比格涅夫·诺瓦克（波蘭語：Zbigniew Nowak），93岁，波兰军事人物，国防部原副部长（1976年－1989年）。[226]
- 及川昭伍（日語：及川 昭伍），87岁，日本政治人物，国民生活中心原理事长。[227]
- 常凱，55歲，中國導演，湖北电影制片厂影视部主任，死於新型冠狀病毒肺炎。[228]
- 柳帆，59歲，中國醫護人員，武汉市武昌医院護士，死於新型冠狀病毒肺炎。[229]

### 13日
- 吉米·雷德（英语：Jimmy Thunder），54歲，紐西蘭拳擊運動員，1985年世界拳擊錦標賽亞軍、1986年大英國協運動會冠軍。[230]
- 鄭保雄，58歲，台灣國寶級口簧琴文化推廣者，曾榮獲2019年（第14屆「原曙獎」原住民有功人士傑出成就獎），死於溺水。[231]
- 劉壽祥，61歲，中國水彩畫家，湖北美術學院教授，死於新型冠狀病毒肺炎。[232]
- 许德甫，62岁，中国中医师，湖北中医药大学兼职教授，鄂州市中医院明堂后路分院院长，死於新型冠状病毒肺炎。[233]
- 贾建华，66岁，中国中医师，浙江中医药大学兼职教授。[234]
- 傅學海，67歲，台灣天文學家，死於心肌梗塞。[235]
- 塔蒂·蘇米拉，68岁，印尼前羽毛球运动员。[236]
- 金正清，75岁，中国信鸽竞赛爱好者，武汉市信鸽协会副秘书长、办公室主任，死於新型冠状病毒肺炎。[237]
- 拉金德拉·帕喬里，79歲，印度經濟學家及工程師，前聯合國政府間氣候變化專門委員會主席（2002年－2015年）。[238]
- 坂口芳貞（日语：坂口芳貞），80歲，日本演員，死於大腸癌。[239]
- 谢养惠，85岁，中国政治人物，贵州省政府原秘书长。[240]
- 刘筱娴，86岁，中国预防医学教育家、妇幼保健专家，华中科技大学同济医学院公共卫生学院教授。[241]
- 宮野彬（日語：宮野 彬），86岁，日本刑法学家，明治学院大学名誉教授。[242]
- 童和基，87岁，中国医师，江苏省人民医院原呼吸科副主任医师。[243]
- 朴苇，93岁，中国政治人物，原湖北医学院基础部主任。[244]
- 城戶崎愛（日语：城戸崎愛），94歲，日本料理研究家。[245]
- 华锐，98岁，中国高等教育工作者，原烟台专科师范学校副校长。[246]
- 陳麗芳，98歲，影星周潤發之母，自然死亡。[247]
- 阿列克谢·博强（俄語：Алексей Ботян），103岁，前苏联情报员。俄罗斯联邦英雄。[248]

### 12日
- 貝農·比拉羅（英语：Benon Biraaro），61歲，烏干達軍官，前烏干達人民國防軍（英语：Uganda People's Defence Force）高級指揮官，曾參與2016年總統競選，死於大腸癌。[249]
- 维希曼·陶马什（匈牙利語：Wichmann Tamás），72歲，匈牙利划艇運動員，1968年墨西哥及1972年慕尼黑奧運銀牌、1976年蒙特婁奧運銅牌。[250]
- 王兆安，74岁，中国电力电子技术专家，西安交通大学教授。[251]
- 林景汉，77岁，前马来西亚新闻教育工作者，大同韩新学院荣誉院长。[252]
- 冯怡生，77岁，中国企业人物，山东鲁北企业集团总公司原董事长，全国劳动模范。[253]
- 赛尔杰，77岁，中国政治人物，新疆维吾尔自治区政协原副主席。[254]
- 高殿成，81岁，中国军事人物，原第39集团军副政治委员，赤峰守备区政治委员。[255]
- 麥可·貝里奇爵士（英語：Sir Michael Berridge），81歲，英國生化學家，1988年蓋爾德納基金會國際獎、1989年拉斯克基礎醫學研究獎得主。[256]
- 杨志贤，85岁，中国政治人物，山西省地方志办公室原主任。[257]
- 向佩玲，85歲，中國滬劇演員。[258]
- 弗雷德里克·羅賓遜·科赫（英語：Frederick Robinson Koch），86歲，美國企業家、收藏家及慈善家，科氏工業家族成員。[259]
- 刘国典，88岁，中國攝影家，前北京电影学院院长，第八届、第九届全国政协委员。[260]
- 尼基塔斯·韋尼澤洛斯（英语：Nikitas Venizelos），89歲，希臘航運企業家和政治人物，前議會副議長（1993年－1996年）。[261]
- 维克多·奥莱亚（英語：Victor Olaiya），89岁，尼日利亚吹奏乐器演奏家。[262]
- 塔基斯·埃夫多卡斯（英语：Takis Evdokas），91歲，希臘裔賽普勒斯精神科醫生及政治人物，右翼組織民主民族黨（英语：Democratic National Party (Cyprus)）創立者。[263]
- 吉爾特·霍夫斯塔德（荷蘭語：Geert Hofstede），91歲，荷蘭社會學家、心理學家。[264]
- 李桂英，92岁，中国政治人物，云南省人大常委会原主任、党组原书记。[265]
- 尼古拉·莫斯克维捷列夫（俄語：Николай Москвителев），93岁，苏联军事人物，空军上将。[266]
- 米格尔·科尔德罗·德尔坎皮略（西班牙語：Miguel Cordero del Campillo），95岁，西班牙兽医学家，政治人物。[267]
- 曹忠兴，97岁，中国军医，原陕西省军区坦克第3师后勤部卫生科科长。[268]

### 11日
- 野村克也（日語：野村 克也），84歲，日本職業棒球運動員、教練及評論家，曾任養樂多燕子、東北樂天金鷹隊和阪神虎隊總教練，1965年獲得二戰後第一個三冠王。[269]
- 板井優（日語：板井 優），70歲，日本律師，前全國公害裁判辯護團連絡會議代表幹事，曾參與川邊川利水訴訟、水俣病國家賠償等訴訟。[270]
- 金田康正（日語：金田 康正），69岁，日本计算机科学家，知名于对圆周率研究。[271]
- 弗朗索瓦·安德烈（英语：François André），52歲，法國政治人物，國民議會議員（2012年－2020年），死於肺癌。[272]
- 鮑伯·卡希爾（英语：Bob Cashell），81歲，美國政治人物，前內華達州雷諾市市長（2002年－2014年）。[273]
- 马塞利诺·多斯·桑托斯（葡萄牙語：Marcelino dos Santos），90歲，莫三比克政治人物，莫三比克解放陣線黨創黨元老，前共和國議會主席（1977年－1994年）。[274]
- 約瑟·沙巴拉拉（英语：Joseph Shabalala），78歲，南非歌手，雷村黑斧合唱團創辦人兼音樂總監。[275]
- 弗拉基米尔·科罗廖夫（俄語：Владимир Королёв），89岁，前苏联军事人物，少将。[276]
- 刘巨元，69岁，中国政治人物，西藏自治区民政厅原副厅长。[277]
- 贾敬芬，81岁，中国细胞生物学家，西北大学教授。[278]

### 10日
- 沙里夫·沙玛特（英語：Shariff Samat），36岁，新加坡足球运动员，死於心脏病。[279]
- 林正斌，62岁，中国医生，华中科技大学附属同济医院器官移植科教授，死於新型冠狀病毒肺炎。[280]
- 萊爾·梅斯（英语：Lyle Mays），66歲，美國爵士樂鋼琴家和作曲家。[281]
- 孙立群，69岁，中国古代史学家，南开大学历史学院教授。[282]
- 拿督斯里奥马奥斯曼，70岁，马来西亚政治人物，彭亨前行政议员。[283]
- 拿督孙国华，70岁，马来西亚华裔政治人物，马华峇甲亚兰区前州议员，死於细菌感染。[284]
- 伊格納修斯·達通·龍詹（英语：Ignatius Datong Longjan），75歲，奈及利亞政治人物，參議院議員。[285]
- 崔昌秀（韓語：최창수），77岁，朝鲜影视演员，朝鲜电影制片厂演员团前团长。（讣告公开日期）[286]
- 帕維爾·維利科夫斯基（英语：Pavel Vilikovský），78歲，斯洛伐克作家，1997年維倫尼卡國際文學獎（英语：Vilenica International Literary Festival）得主。[287]
- 贾炳昌，87岁，中国政治人物，原浙江省宁波市劳动局局长。[288]
- 埃菲亨伊奧·阿梅赫拉斯（英语：Efigenio Ameijeiras），88歲，古巴革命軍人，准將軍階，曾於豬玀灣事件成功抵抗美國。肺炎。[289]
- 周西林，89岁，中国教育家，华中师范大学原成人教育学院副院长。[290]
- 皮名嘉，92岁，中国物理学家，哈尔滨工业大学物理学院教授。[291]
- 何宗循，94岁，中国教育界人物，江南大学原党委书记。[292]

### 9日
- 松本勝也（日语：松本勝也），48歲，日本賽艇運動員。[293]
- 陈展辉，50岁，中国建筑设计师。[294]
- 武田善啓（日語：武田 善啓），73歲，日本企業家，福島民報社（日语：福島民報社）常務，死於主動脈剝離。[295]
- 寶拉·凱利（英语：Paula Kelly (actress)），76歲，美國舞者、歌手及演員，多活躍於百老匯音樂劇。[296]
- 蓋山林，83歲，中國考古學家、岩畫學家及政治人物，前內蒙古自治區政協副主席。[297]
- 米瑞拉·弗蕾妮（義大利語：Mirella Freni），84歲，義大利歌劇女高音。[298]
- 恩里克·马林·穆尼奥斯（西班牙語：Enrique Marín Muñoz），84岁，西班牙雕塑家。[299]
- 谢尔盖·斯洛尼姆斯基（俄語：Сергей Слонимский），87岁，苏联及俄罗斯作曲家，钢琴家，音乐教育家。[300]
- 瑪格麗塔·哈林（英语：Margareta Hallin），88歲，瑞典歌劇女高音。[301]
- K·賈亞坎德拉·雷迪（英语：K. Jayachandra Reddy），90歲，印度法學家，前最高法院法官（1979年－1980年）、法律委員會（英语：Law Commission of India）主席（1995年－1997年）、報業評議會（英语：Press Council of India）會長（2001年－2005年）。[302]
- P·帕拉梅斯瓦蘭（英语：P. Parameswaran），91歲，印度政治人物及歷史學家，前印度人民同盟副主席、右翼組織國民志願服務團幹部。[303]
- 六振达，92岁，中国水利工程师，原北京市水利局总工程师。[304]
- 唐納德·羅素（英语：Donald Russell (classicist)），99歲，英國古典文學者，前牛津大學教授（1985年－1988年）。[305]
- 苏景和，101岁，中国抗日战争人物。[306]
- 郑维邦，104岁，中国抗日战争人物。[307]

### 8日
- 岩熊博之（日语：岩熊博之），67歲，日本企業家，前東京證券交易所社長，死於食道癌。[308]
- 比尔·鲁宾逊（英語：Bill Robinson），71岁，加拿大篮球运动员。[309]
- 佩德罗·特德·德洛尔卡（西班牙語：Pedro Tedde de Lorca），75岁，西班牙经济史学家，皇家历史学院院士。[310]
- 轻部征夫（日語：軽部 征夫），78岁，日本生物技术专家，東京大学名誉教授，東京工科大学校长（2008年－2020年）。[311]
- 王敬芳，79岁，中国空间物理学家，武汉大学电子信息学院空间物理系教授。[312]
- 刘则渊，80岁，中国科学学与技术哲学专家，大连理工大学教授。[313]
- 沃爾克·斯賓格勒（英语：Volker Spengler），80歲，德國演員、導演。[314]
- 木村操（日语：木村操 (官僚)），82歲，日本企業家，前名古屋鐵道會長，死於膽管癌。[315]
- 亚历山大·戈卢别夫（俄語：Александр Голубев），83岁，苏联情报官员，中将。[316]
- 羅伯特·康瑞德（英语：Robert Conrad），84歲，美國演員、歌手和特技演員，以60年代電視劇《西部鐵金剛（英语：The Wild Wild West）》而聞名，死於心臟衰竭。[317]
- 吴月娥，86岁，中国日语教育家，武汉大学外国语言文学学院日文系副教授。[318]
- 尤里·斯米尔诺夫（俄語：Юрий Смирнов），87岁，俄罗斯晶体物理学家。[319]
- 高畑敬一（日語：高畑 敬一），90歲，日本企業家，前松下電器常務。[320]
- 佐藤一郎（日語：佐藤 一郎），91岁，日本汉学家，庆应义塾大学教授。[321]
- 卡洛斯·罗哈斯·比拉（西班牙語：Carlos Rojas Vila），91岁，西班牙小说家。[322]
- 鲁园，91岁，中国女演员、播音员、译制片导演。[323]
- 童光华，91岁，中国历史学家，南京大学历史学院教师。[324]
- 王元清，91岁，中国军事人物，原沈阳军区空军政治部主任。[325]
- 马扶增，94岁，中国军事人物，原第十四军副政治委员。[326]
- 川本崇雄（日語：川本 崇雄），94岁，日本语言学家。[327]
- 小林直树（日語：小林 直樹），98岁，日本宪法学家，东京大学名誉教授。[328]
- 莫里斯·吉拉尔多（法語：Maurice Girardot），98岁，法国篮球运动员。[329]
- 李海瑗（韓語：이해원），100歲，韓國王位覬覦者，前朝鮮王朝家族領袖。[330]
- 戴夫·麥考伊（英语：Dave McCoy），104歲，美國企業家，猛獁山滑雪場（英语：Mammoth Mountain Ski Area）創辦人。[331]

### 7日
- 高秀貞（韓語：고수정），24歲，韓國女演員。[332]
- 李文亮，34歲，中國医生，任職武汉市中心医院眼科，在新型冠狀病毒肺炎中率先向外界披露疫情的醫療人員之一，亦因確診該病毒而逝世。[333]
- 徐辉，51岁，中国医生，南京市中医院副院长。[334]
- 红凌，53岁，中国生物学家，华中科技大学生命科学与技术学院教授，死於新型冠狀病毒肺炎。[335]
- 李奎炯（韓語：이규형），62岁，韩国电影导演。[336]
- 布赖恩·格伦尼（英語：Brian Glennie），73歲，加拿大冰球運動員，1968年格勒諾勃奧運銅牌。[337]
- 有薗憲一（日語：有薗 憲一），79歲，日本企業家，前倍適得電器社長。[338]
- 皮埃爾·圭亞塔（英语：Pierre Guyotat），80歲，法國作家，2018年美第奇獎得主。[339]
- 王域平，80岁，中国手风琴演奏家，天津音乐学院教授。[340]
- 艾博雅爵士（英語：Sir Leonard Appleyard），81歲，英國外交官，前駐華大使（1994年－1997年）。 [341]
- 戴骢，87岁，中国俄苏文学翻译家、编辑。[342]
- 格奥尔基·巴加图里亚（俄語：Георгий Багатурия），90岁，俄罗斯哲学家，莫斯科国立大学教授。[343]
- 遠藤啄郎（日語：遠藤 啄郎），91岁，日本剧作家，表演艺术家。[344]
- 何炎燊，98岁，中国中医师，东莞市中医院名誉院长。[345]
- 金汉珍，99岁，中国儿科学专家，复旦大学附属儿科医院终身教授。[346]
- 鈴木竹柏（日语：鈴木竹柏），101歲，日本畫家，前日本美術展覽會會長。[347]

### 6日
- 約恩·杰羅·貝拉斯克斯（英语：Jhon Jairo Velásquez），57歲，哥倫比亞殺手，販毒集團麥德林成員，死於食道癌。[348]
- 袁宗辉，61岁，中国兽医学家，华中农业大学教授。[349]
- 菲利普·阿達莫夫（英语：Philippe Adamov），63歲，法國卡通畫家。[350]
- 布律诺·莱舍万（法語：Bruno Léchevin），68岁，法国政治人物，前环境与能源管理署署长（2013年－2018年）。[351]
- 俞关荣，71岁，中国公益界人士，武汉长江救援队创始人，死於新型冠狀病毒肺炎。[352]
- 邱钧，72岁，中国健美运动员，“世界奥赛之夜”健美比赛老年组亚军，死於新型冠狀病毒肺炎。[353]
- 奧拉·馬格內爾（英语：Ola Magnell），74歲，瑞典流行搖滾歌手，死於心臟衰竭。[354]
- 北村三郎（日语：北村三郎），82歲，日本沖繩演劇演員。[355]
- 法朗斯·布羅利（英语：Francie Brolly），82歲，北愛爾蘭音樂家及政治人物，前議會議員（2003年－2010年）。[356]
- 約翰尼斯·巴普蒂斯塔·蘇馬林（英语：J. B. Sumarlin），87歲，印尼經濟學家及政治人物，前財政部長（1988年－1993年）。[357]
- 内洛·桑蒂（義大利語：Nello Santi），88歲，義大利古典音樂指揮家。[358]
- 陈克勤，91岁，中国军人，聂荣臻办公室正军职秘书。[359]
- 李天祥，92歲，中國油畫家，上海大學美術學院院長，上海美術家協會副主席。[360]
- 王劲，93岁，中国考古学家，湖北省博物馆原副馆长。[361]
- 叶夫根尼·阿努夫里耶夫（俄語：Евгений Ануфриев），98岁，苏联及俄罗斯哲学家，莫斯科国立大学名誉教授。[362]
- 弗兰克·洛桑斯基（英語：Frank Losonsky），99歲，美國老兵，美國「飛虎隊協會」（AVG Flying Tigers Association）最後一名成員。[363]

### 5日
- 阿巴迪·哈迪斯（英语：Abadi Hadis），22歲，衣索比亞長跑運動員，2017年世界越野錦標賽季軍。[364]
- 艾達爾·阿卡耶夫（英语：Aidar Akayev），43歲，吉爾吉斯政治人物，前總統阿斯卡爾·阿卡耶夫之子，前吉爾吉斯奧林匹克委員會會長（2004年－2005年）。[365]
- 凱文·康威（英语：Kevin Conway (actor)），77歲，美國演員和導演，死於心臟病。[366]
- 富育光，86岁，中国社会科学家，萨满文化专家。[367]
- 尚德俊，87歲，中國中醫師，山東中醫藥大學教授。[368]
- 伊夫·普利康（法語：Yves Pouliquen），88岁，法国眼科医师，法兰西学士院院士。[369]
- 陈天章，92岁，中国社会科学家，宁波市社会科学联合会原主席。[370]
- 斯坦利·科恩（英語：Stanley Cohen），97歲，美國生化學家，1986年諾貝爾生理醫學得主。[371]
- 貝佛利·佩珀（英语：Beverly Pepper），97歲，美國雕塑家。[372]
- 何塞·阿古斯丁·德拉普恩特·坎达莫（西班牙語：José Agustín de la Puente Candamo），97岁，秘鲁历史学家。[373]
- 阮士怡，102歲，中國中醫師，天津中醫藥大學第一附屬醫院主任醫師。[374]
- 柯克·道格拉斯（英語：Kirk Douglas），103歲，美國影星。[375]

### 4日
- 安德魯·布魯（英语：Andrew Brough），56岁，紐西蘭歌手、詞曲創作者及吉他手。[376]
- 亞歷山大·斯克沃爾佐夫（英语：Alexander Skvortsov (ice hockey)），65歲，俄羅斯冰球運動員，1984年塞拉耶佛奧運金牌。[377]
- 弗兰克·普卢默（英語：Frank Plummer），67歲，加拿大微生物學家、傳染病專家。[378]
- 何塞·路易斯·奎尔达（西班牙語：José Luis Cuerda），72歲，西班牙導演、製作人及影視編劇，1988年哥雅獎得主。[379]
- 雅克·梅納德（英语：L. Jacques Ménard），74歲，加拿大企業家，蒙特婁銀行及魁北克水電公司總裁，前康考迪亞大學校長（2012年－2014年）。[380]
- 王云，75岁，中国书法家，青海省书法家协会原主席。[381]
- 福尔克尔·大卫·基希纳（德語：Volker David Kirchner），77岁，德国作曲家。[382]
- 吳懷祺，82歲，中國歷史學家，北京師範大學教授。[383]
- 愛麗絲·梅修（英语：Alice Mayhew），87歲，美國出版業者，西蒙與舒斯特編輯部主任。[384]
- 特奥多尔·沙宁（英語：Teodor Shanin），89岁，英国社会学家。[385]
- 詹尼·米納維尼（英语：Gianni Minervini (producer)），91歲，義大利導演，1984年銀緞帶獎得主。[386]
- 坂元晃平（日語：坂元 晃平），91歲，日本企業家，前東麗副社長。[387]
- 岡部英男（日語：岡部 英男），91岁，日本政治人物，前众议院议员。[388]
- 贾恩卡洛·贝尔加米尼，93岁，意大利男子击剑运动员，1956年奥运会金牌得主。[389]
- 約翰·惠特科姆（英语：John C. Whitcomb），95歲，美國神學家，年輕地球創造論提倡者。[390]
- ，95歲，肯亞政治人物，前總統（1978年－2002年）。[391]
- 小林庄一郎（日语：小林庄一郎），97歲，日本實業家，前關西電力社長。[392]
- 郝秀山，99岁，中国政治人物，内蒙古自治区人大常委会原副主任（1983年－1986年）。[393]

### 3日
- 戴政造，48歲，臺灣警政界人物，苗栗縣警察局頭份分局蓬萊派出所所長。[394]
- 汪明浩，52岁，中国政治人物，北京市平谷区区长。[395]
- 宋亮亮，63岁，中国企业人物，中国高尔夫球协会前副秘书长。[396]
- 郑建国，66岁，中国打击乐演奏家、教育家。[397]
- 松葉一清（日語：松葉 一清），67歲，日本建築評論家，武藏野美術大學教授。[398]
- 尤金·維特科斯基（英语：Eugen V. Witkowsky），69歲，俄羅斯奇幻小說家。[399]
- 叶莲娜·斯米尔诺娃（俄語：Елена Смирнова），72岁，俄罗斯心理学家。[400]
- 瓦莲京娜·舍甫琴科（烏克蘭語：Валентина Шевченко），84歲，烏克蘭政治人物，前最高蘇維埃主席團主席（1984年－1990年）。[401]
- 高寿清，85岁，中国食品工业人物，中国食品发酵工业研究所原副所长。[402]
- 邬梦兆，87歲，中國政治人物，前廣州市政協主席。[403]
- 喬治·史坦納（英語：George Steiner），90歲，法國裔美國文學評論家、散文家。[404]
- 威廉·約翰·麥克諾頓（英语：William John McNaughton），93歲，美國神職人員，前羅馬天主教仁川教區主教（1961年－2002年）。[405]
- 法蘭克·羅德（英语：Frank H. T. Rhodes），93歲，英裔美國學者，前康乃爾大學校長（1977年－1995年）。[406]
- 薛壽生，93岁，华裔加拿大教育家，澳门东亚大学前校长。[407]
- 有本嘉代子（日語：有本 嘉代子），94歲，北韓綁架日本人問題受害者家屬，被朝鮮綁架者有本惠子之母。[408]
- 毛继方，100岁，中国抗日战争老兵。[409]

### 2日
- 皮特·阿鲁玛（英語：Peter Aluma），46岁，尼日利亚前职业篮球运动员。[410]
- 宋献坤，64岁，中国政治人物，原北京市延庆县政协副主席。[411]
- 万成贞，65岁，中国政治人物，湖南省常德市原副市长。[412]
- 張振民，69歲，台灣廚師，法樂琪名廚。[413]
- 恩內梅斯歐·安傑洛·拉扎里斯（英语：Enemésio Ângelo Lazzaris），71歲，巴西神職人員，羅馬天主教巴爾薩斯教區主教。[414]
- ，71歲，紐西蘭政治人物，前總理（1990年）、世界貿易組織總幹事（1999年－2002年）、駐美國大使（2010年－2015年）。[415]
- 小戽斗，72歲，本名歐藏喜，台灣資深藝人，曾參演《老大人》，並因此榮獲臺北電影獎最佳男主角。[416]
- 貝爾納·埃伯斯（英语：Bernard Ebbers），78歲，加拿大企業家、詐欺罪犯，前世界通訊執行長（1985年－2002年）。[417]
- 王富祥，80岁，中国政治人物，内蒙古自治区建设厅原厅长。[418]
- 菲利普·莱德尔（英語：Philip Leder），85岁，美国遗传学家，哈佛大学教授。[419]
- 徐正均，86岁，中国司法界人物，江苏省南通市中级人民法院执行庭原庭长。[420]
- 林喜春（韓語：임희춘），87岁，韩国喜劇演員。[421]
- 李主一，89岁，中国军医，原成都军区昆明总医院全军创伤外科中心主任。[422]
- 瓦连京·亚宁（俄語：Валентин Янин），91歲，俄羅斯歷史學家。[423]
- 桐谷圭治（日語：桐谷 圭治），91岁，日本生态学家。[424]
- 何塞·米格尔·巴罗斯（西班牙語：José Miguel Barros），95岁，智利外交官，前驻美国大使（1978年－1981年）。[425]
- 黄希祜，96岁，中国冶金教育家，重庆大学教授。[426]
- 蔣淑萍，97歲，中國人，南京大屠殺倖存者。[427]
- 杨宪邦，97岁，中国哲学史家，中国人民大学教授。[428]
- 馬騏，97歲，中國曲劇藝術家，國家級非物質文化遺產傳承人。[429]
- 迈克·霍尔（英语：Mad Mike Hoare），100岁，英国雇佣兵、冒险家，曾参与刚果危机和1981年塞舌尔未遂政变（英语：1981 Seychelles coup d'état attempt）。[430]
- 陳穗九，101歲，中國政治人物，前中國民主促進會中央常委员（1983年－1992年）、上海市政協副秘書長（1988年－1993年）。[431]

### 1日
- 張輝，56歲，中國政治人物，湖南省衛生計生綜合監督局局長，死於心肌梗塞。[432]
- 安迪·吉爾（英语：Andy Gill），64歲，英國後龐克搖滾樂團四人幫（英语：Gang of Four (band)）的吉他手與製作人。[433]
- 彼得·塞爾金（英语：Peter Serkin），72歲，美國鋼琴家，1966年葛萊美獎得主，死於胰臟癌。[434]
- 维克托·阿法纳西耶夫（俄語：Виктор Афанасьев），72岁，苏联及俄罗斯军乐家，俄罗斯联邦武装力量军乐团团长（1993年－2002年）。[435]
- 张立发，76岁，中国人民解放军老兵，曾参加中国核武器项目工作，死于2019冠状病毒病。[436]
- 盧西亞諾·加烏奇（英语：Luciano Gaucci），81歲，義大利企業家，佩魯賈足球會主席（1991年－2004年）。[437]
- 邓质钢，84岁，中国新闻工作者，河南人民出版社原社长、总编辑。[438]
- 施立成，86歲，中國工程專家，五洲集團火炸藥研發員。[439]
- 雷鸿毅，90岁，中国物理化学家，北京大学化学学院副教授。[440]
- 刘赫文，94岁，中国文献编译工作者，中国人民大学马列所编译室原主任。[441]
- 黄运明，97岁，中国政治人物，海南行政区农林水办公室原副主任。[442]